# Азар'євка
Аза́р'євка (рос. Азарьевка, ерз. Азарьевка) — присілок у складі Чамзінського району Мордовії, Росія. Входить до складу Мічурінського сільського поселення.

## Населення
Населення — 7 осіб (2010; 7 у 2002).
Національний склад (станом на 2002 рік):
- росіяни — 100 %